# João Antônio Terres
João Antônio Terres ( — Desterro, novembro de 1844) foi um político brasileiro.
Foi deputado à Assembleia Legislativa Provincial de Santa Catarina na 4ª legislatura (1842 — 1843), como suplente convocado, e na 5ª legislatura (1844 — 1845), não assumindo por motivo de doença.